# أمل وهبي
أمل وهبي (11 مايو 1962 -) مغنية جزائرية اشتهرت في حقبة التسعيات وتحمل الجنسية الفرنسية.

## حياتها
ولدت في مدينة سكيكدةوهي شقيقة المذيعة التلفزيونية زهرة حريكات

## حياتها الأسرية
متزوجة ولديها ابنة اسمها «كنزي» رزقت بها عام 2008

## مشوارها الفني
بدأت مشوارها في مطلع تسعينات القرن العشرين من خلال الحفلات والأعراس وقامت بأداء أغاني الفلكلور الجزائري والمصري كما أن لها أغاني كثيرة باللغة الفرنسية توجّهت بعدها إلى إنتاج أغاني خاصة بها وانتقلت إلى مصر بسبب الظروف الأمنية في الجزائر حينها باللهجة الفرنسية، تعاونت في معظمها مع الشاعروالملحن مدحت الخولي «الليلة الليلة»، «يابت بيقولك أبوكي»، «شيكولاته»، «بحب البحر»، «ماكينة خياطة جدتي»، «رابع سنة» 
أصدرت جملة من الأغاني ضمنتها ألبومها الأوّل «مش بغامر» وبعد عامين أصدرت ألبومها الثاني بعنوان «بعد غيبة» وقد تضمّن أغنيتها «الخيالة» التي صورتها بطريقة الفيديو كليب وحققت لها الشهرة عربيا
توالت بعدها بإصدار الألبومات وأبرزها ألبوم شوكلاته مع شركة ميجا ستار عام 2003 
عام 2010 شاركت في حملة التوعية حول مخاطر داء نقص المناعة المكتسبة «الإيدز» 
غابت بعدها عن الساحة الفنية لتفرغها لحياتها الأسرية وعادت عام 2015 من خلال أغنيات منفردة وتجارب تمثيلية

## الألبومات[10]
| الألبوم  | العام     | المنتج |
| -------- | --------- | ------ |
| رابع سنة | ستار      | 1997   |
| بعد غيبة | ستار      | 1999   |
| مش بغامر | روتانا    | 2001   |
| شوكلاته  | ميجا ستار | 2003   |
| مش لوحدك | إنتاج خاص | 2014   |

## الأغاني المصورة
| الأغنية            | المخرج            | المنتج    | العام |
| ------------------ | ----------------- | --------- | ----- |
| رابع سنة           | نادية حمزة        | روتانا    | 1997  |
| إحترامي لنفسي      | نادية حمزة        | روتانا    | 1997  |
| الخيالة            | عادل عوض          | روتانا    | 1997  |
| بعذرك              |                   | روتانا    | 1997  |
| بحر للتاني         |                   |           | 1998  |
| الليلة             | جميل جميل المغازي | ميجا ستار | 1999  |
| بحب البحر          | جميل جميل المغازي | ميجا ستار | 2001  |
| شوكلاته            | مروان التوني      | ميجا ستار | 2003  |
| براتني بمشاركة نجم |                   |           | 2012  |
| مش بإيدك           | أمين              |           | 2014  |

## في التمثيل
| سنة الإنتاج | اسم العمل     | نوعه  |
| ----------- | ------------- | ----- |
| 2011        | بابور الدزاير | مسلسل |
| 2015        | ذاكرة الأحداث | فيلم  |